# 咸丘蒙
咸丘蒙，戰國時齊國人，生卒年不詳，孟子弟子，晚年隱居。以所居地為氏。

## 生平
咸丘蒙問孟子，古語「國君不得把有高尚德行的人當作臣子，父親也不能把他當作兒子。舜稱天子時，堯與瞽叟都北面拜之。」這句話是否屬實？孟子說這是齊東鄉人之語，不是君子說的話。孟子說舜在堯仍在世時只是攝政，堯死後還率天下服喪三年。如果堯死時舜已經是天子了，那麼天下就有兩個天子了。咸丘蒙受教，繼續追問道，《詩經》中有「普天之下，莫非王土；率土之濱，莫非王臣」的話，那瞽叟一定要是舜的臣子了。孟子則說，這句詩不是這樣解釋的，解說《詩經》的人不應該以自己的意志來推測作者的意志。舜以天下來奉養父母，是做孝子的極致了。
《孟子外書》記載，孟子母喪，咸丘蒙為其辦理喪器之事。

## 稱號
- 北宋政和五年（1115年）：須城伯
- 明朝萬曆三十九年（1611年）：先儒咸丘氏